# Beat Müller (Mediziner)

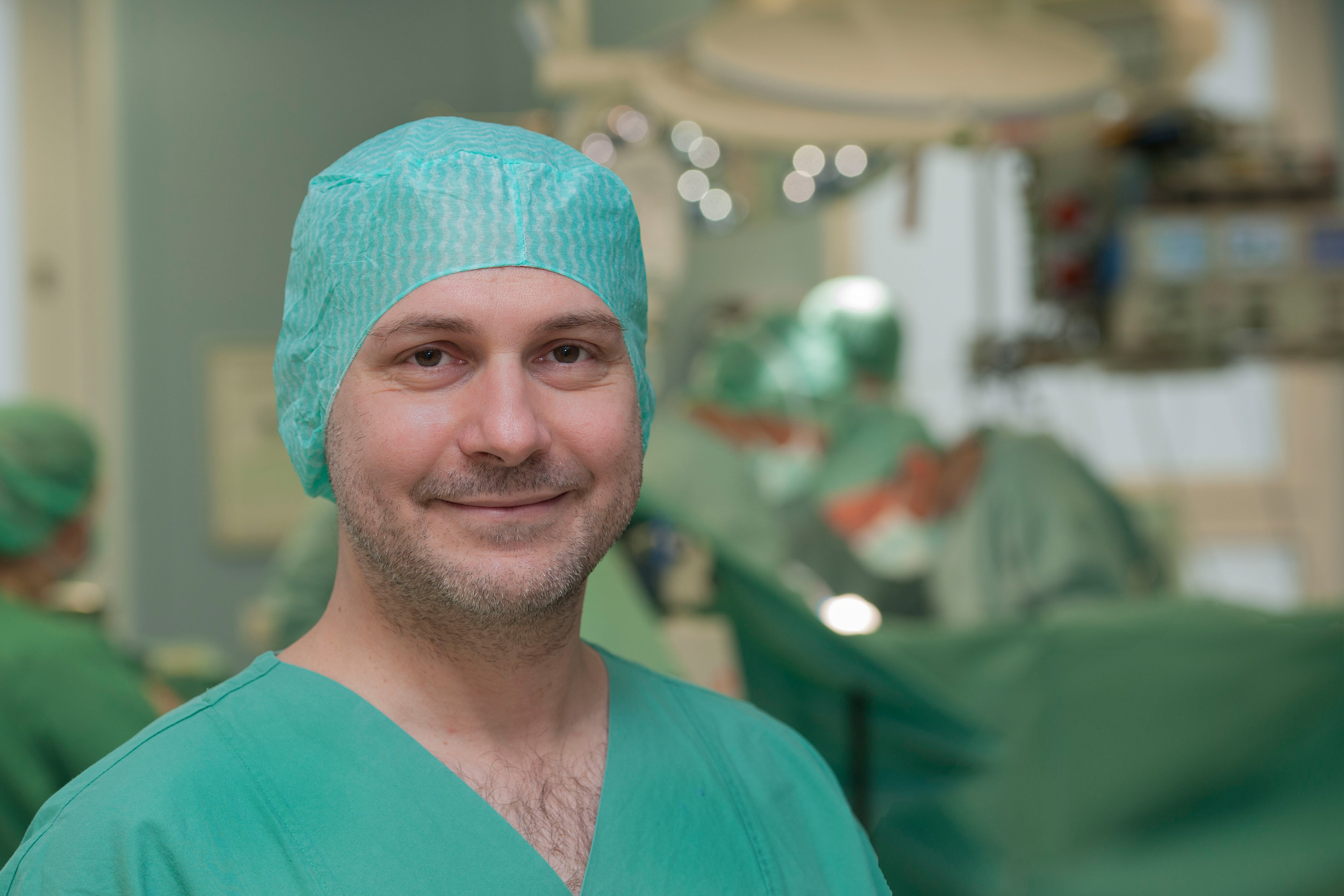
Beat Müller

Beat Peter Müller (* 23. Juli 1971 in Luzern) ist ein Schweizer Chirurg und Hochschullehrer.
Seit 2010 ist er Leiter der Abteilung für minimalinvasive Chirurgie und roboterassistierte Chirurgie und seit 2012 leitender Chirurg am Universitätsklinikum Heidelberg. Der Schwerpunkt liegt auf der onkologischen und metabolischen Chirurgie. Das Fachwissen umfasst das gesamte Spektrum der minimalinvasiven und roboterunterstützten Chirurgie. Ein besonderes Interesse gilt der Behandlung von gutartigen und bösartigen Erkrankungen des oberen Gastrointestinaltrakts, hier insbesondere der Speiseröhre und des Magens einschließlich der Adipositaschirurgie. Unter der Leitung von Beat Müller wurde die Abteilung für minimalinvasive und roboterassistierte Chirurgie an der Universitätsklinik in Heidelberg von der Deutschen Gesellschaft für Allgemein- und Viszeralchirurgie als Exzellenzzentrum ausgezeichnet.

## Leben

### Ausbildung und Privatleben
Beat Müller stammt aus Luzern (Schweiz), seine Kindheit verbrachte er in Interlaken, wo er die Grundschule besuchte. Die Gymnasialzeit mit Abschluss der Matura verbrachte er im Kollegium Sarnen (Kanton Obwalden). Zunächst widmete er sich ab 1990 dem Theologiestudium an der Theologischen Fakultät der Universität Luzern. Nach zwei Semestern wechselte er 1991 das Studienfach und studierte an der Universität Zürich Medizin. 1997 erhielt er die Approbation und begann seine ärztliche Tätigkeit an der Chirurgischen Abteilung des Spitals Aarberg. Nach zwei Jahren wechselte er an das Kantonsspital St. Gallen. 2000 promovierte er an der Universität Bern zum Thema „Ergebnisse nach laparoskopischer Cholecystektomie unter besonderer Berücksichtigung der subjektiven Beschwerden im Langzeitverlauf – eine prospektive Untersuchung an 1000 Patienten“, womit er den Grundstein für seinen Wirkungsschwerpunkt, die minimalinvasive Chirurgie, legte.
Beat Müller ist verheiratet und hat eine Tochter.

### Wissenschaftliche Laufbahn

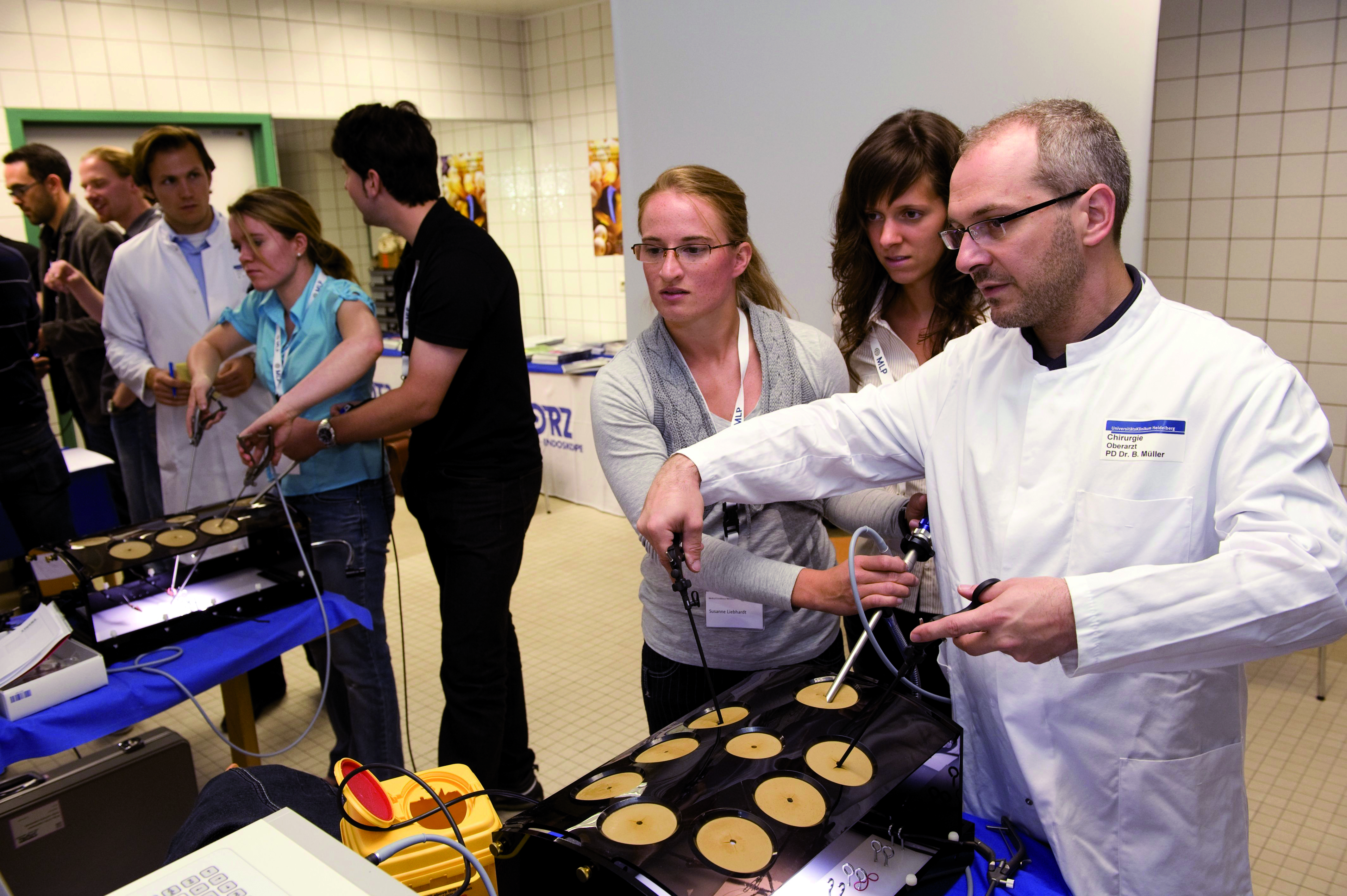
Beat Müller als Dozent bei einem OP Simulationskurs

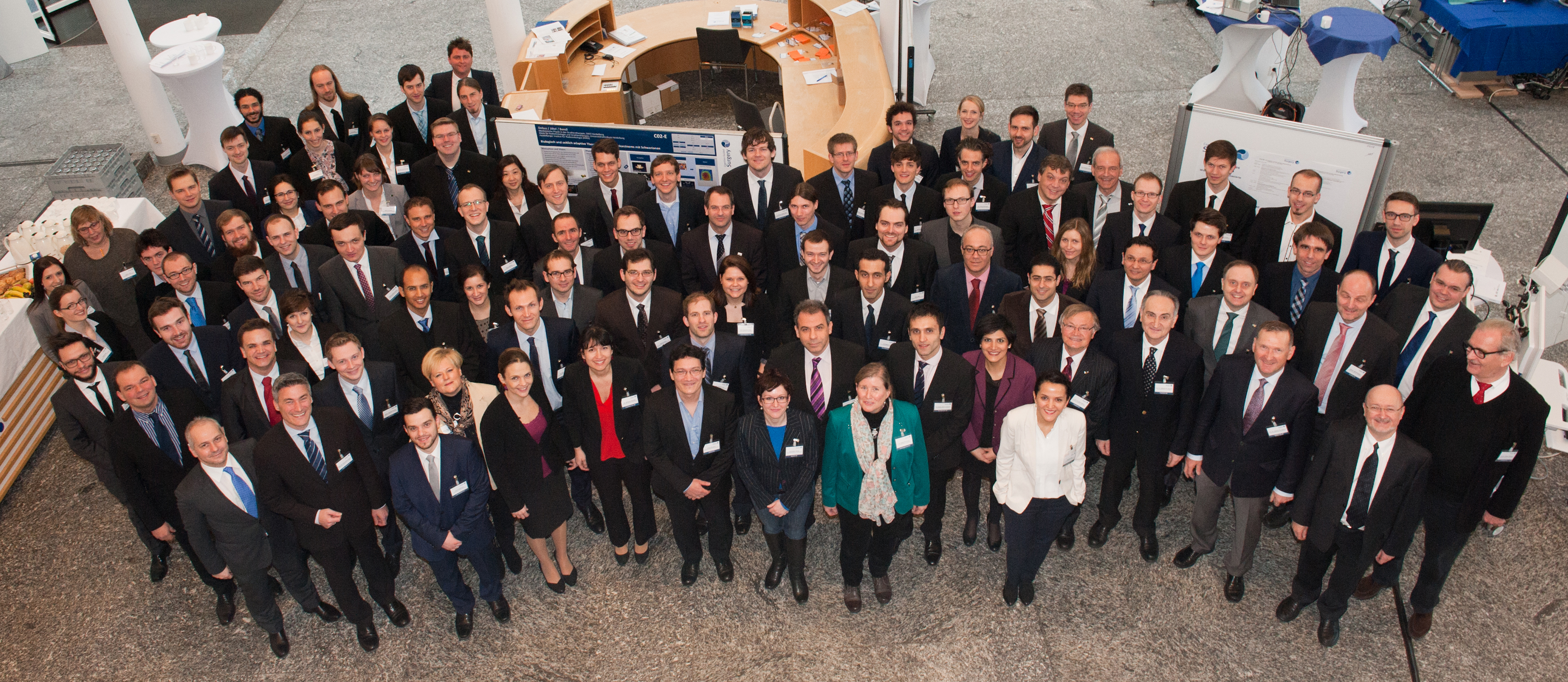
Team des SFB Cognition-Guided Surgery

Nach weiteren Stationen als Assistenz- und Funktionsoberarzt an den Spitälern Aarberg und St. Gallen erlangte er 2004 den Facharzttitel für Chirurgie. Danach war er als Funktionsoberarzt und Oberarzt am Kantonsspital St. Gallen tätig, bis er 2006 an die Chirurgische Klinik am Universitätsklinikum Heidelberg wechselte. Zunächst war er hier als wissenschaftlicher Mitarbeiter tätig. Nach seiner Habilitation zum Thema „Die mesh-augmentierte Hiatoplastik als Option in der chirurgischen Therapie von gastroösophagealem Reflux und Hiatushernien“ an der Universität Heidelberg 2009 folgte erneut die Beförderung zum Oberarzt. Von 2010 bis 2014 leitet er in Heidelberg das Graduiertenkolleg 1126 „Entwicklung neuer computerbasierter Methoden für den Arbeitsplatz der Zukunft in der Weichteilchirurgie“, ebenfalls ab 2010 die Sektion „Minimal Invasive Chirurgie“ (2014 umbenannt in „Minimal Invasive und Adipositaschirurgie“ und 2018 umbenannt in „Minimal Invasive und Roboter-assistierte Chirurgie“). Von 2012 bis 2017 war er zudem die wissenschaftlicher Leiter des Sonderforschungsbereichs SFB/TRR 125 „Cognition-Guided Surgery“, gefördert von der Deutschen Forschungsgemeinschaft. 2016 erlangte er den Facharzttitel für Spezielle Viszeralchirurgie von der Landesärztekammer Baden-Württemberg 2017 den Schwerpunkttitel für spezielle Viszeralchirurgie des Schweizerischen Instituts für ärztliche Weiter- und Fortbildung (SIWF). 2018 wurde Beat Müller geschäftsführender Oberarzt und 2019 Stellvertretender ärztlicher Direktor der Klinik für Allgemein-, Viszeral- und Transplantationschirurgie am Universitätsklinikum Heidelberg. Seit 2020 ist er Fellow des European Board of Surgery.
2019 schloss er das berufsbegleitende Studium „Gesundheitsmanagement und -controlling“ als Master of Business Administration (MBA) mit der Arbeit „Der Operationssaal eines deutschen Universitätsklinikums als kostenintensive Ressource – Mit geeigneten Controlling-Instrumenten zu einer effizienten Nutzung“ ab.

## Mitgliedschaften
Beat Müller ist Mitglied in folgenden Gesellschaften:
Deutsche Gesellschaft für Chirurgie (DGCH)
- Sektion für minimal invasive Computer und Telematikassistierte Chirurgie der Deutschen Gesellschaft für Chirurgie (CTAC)[1]

- Deutsche Gesellschaft für Allgemein- und Viszeralchirurgie (DGAV)[8]
  - Chirurgische Arbeitsgemeinschaft für Minimal Invasive Chirurgie (CAMIC), Vorstandsmitglied, seit 2018[8]
  - Chirurgische Arbeitsgemeinschaft Adipositastherapie und metabolische Chirurgie (CAADIP), stellvertretender Vorstandsvorsitzender, 2017–2019[9]
  - Chirurgische Arbeitsgemeinschaft oberer Gastrointestinaltrakt (CAOGI)[1]
  - Assoziation Chirurgische Onkologie (ACO)[1]
  - Chirurgische Arbeitsgemeinschaft für Leber-, Galle- und Pankreaserkrankungen (CALGP)[1]
  - Leitlinien-Kommission “Chirurgie der Adipositas” der Deutschen Gesellschaft für Allgemein- und Viszeralchirurgie (DGAV)[1]
  - Leitlinien-Kommission „Nicht-alkoholische Fettleber-Erkrankungen“ der Deutschen Gesellschaft für Verdauungs- und Stoffwechselkrankheiten (DGVS)[1]
- Deutsche Gesellschaft für Computer- und Roboterassestierte Chirurgie (CURAC), Vorstandsmitglied, seit 2019[10]
- European Academy of Robotic Colorectal Surgery (EARCS)[1]
- Upper GI International Robotic Association (UGIRA)[1]
- European Association for Endoscopic Surgery and other interventional Techniques (EAES)[11][1]
  - Technology Committee, 2016–2017
  - Research Committee, seit 2017
- European Society of Surgical Oncology (ESSO)[1]
- European Society of Oncologic Imaging (ESOI)[1]
- European Surgical Association (ESA)[1]
- International Society for Diseases of the Esophagus (ISDE)[1]
- World Organization for Specialized Studies on Diseases of the Esophagus (OESO)[1]
- International Society of Surgery/Société Internationale de Chirurgie (ISS/SIC)[1]
- International Federation for the Surgery of Obesity and Metabolic Disorders (IFSO)[1]

## Arbeitsschwerpunkt

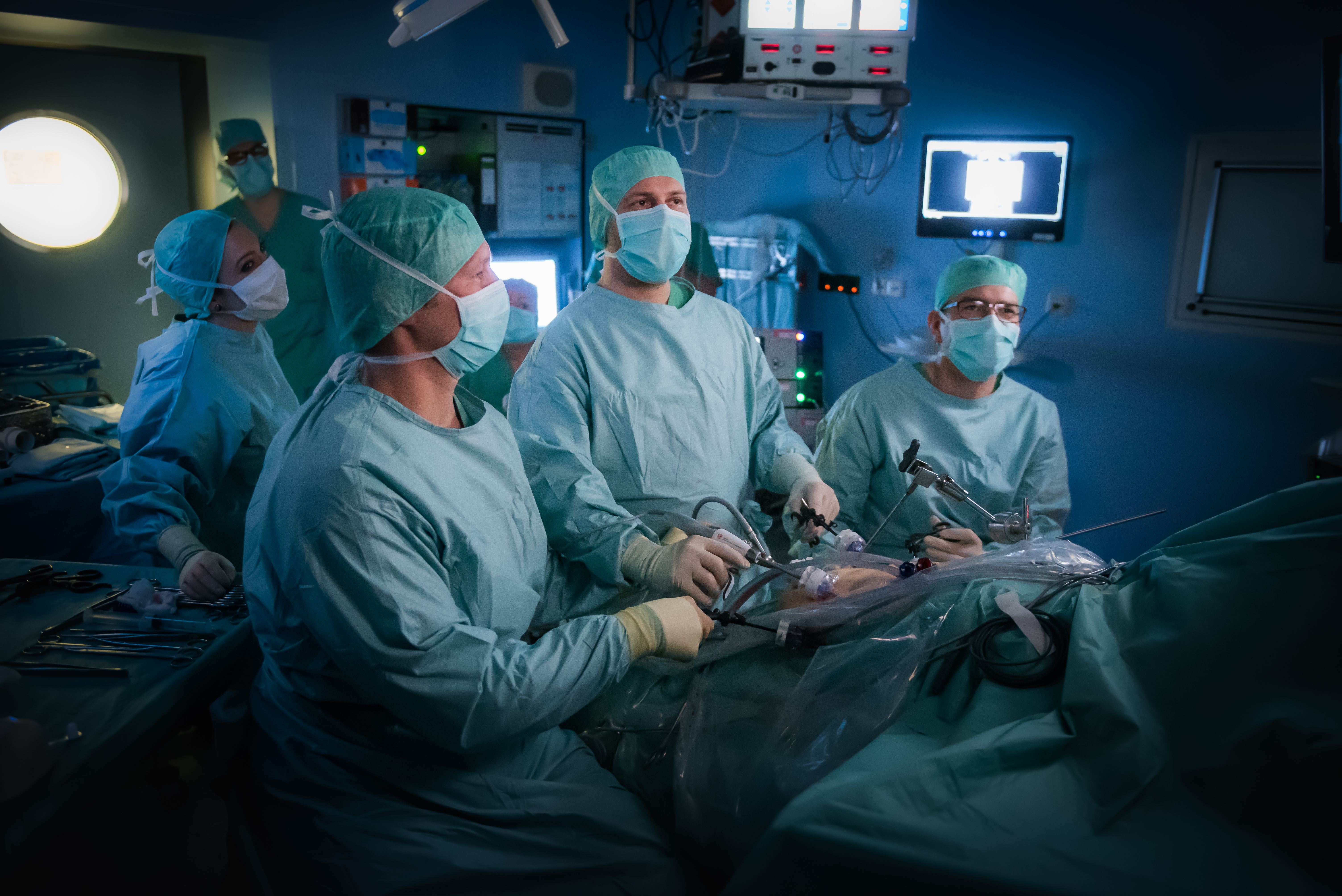
Beat Müller bei einer laparoskopischen Ösophagektomie

Beat Müllers chirurgischer Schwerpunkt sind minimalinvasive Operationen, vor allem als Bestandteil der Behandlung von Krebs im Bauchraum und der Adipositas. Er hat mehr als 7000 chirurgische Eingriffe als verantwortlicher Operateur durchgeführt, darunter große onkologische Eingriffe (Ösophagektomien, Pankreas-, Leber- und Rektumresektionen sowie Multiviszeralresektionen), Transplantationen (Leber, Niere, Pankreas) sowie fortgeschrittene laparoskopische und Roboter-assistierte Operationen. Sein spezielles Interesse gilt dem oberen Gastrointestinaltrakt einschließlich der metabolischen Chirurgie und der Chirurgie der Speiseröhre, des Magens und der Bauchspeicheldrüse.

## Forschungsschwerpunkt
Beat Müllers wissenschaftliches Interesse liegt vor allem im Bereich der minimalinvasiven Chirurgie. Hier befasst er sich mit der Entwicklung und Erforschung neuer Technologien wie der Robotik, computerbasierter und bildgestützter Methoden, erweiterter Realität und künstlicher Intelligenz. Daraus resultierten die erfolgreiche Beantragung und wissenschaftliche Leitung des Graduiertenkollegs „Intelligente Chirurgie“ und des Sonderforschungsbereichs „Cognition-Guided Surgery“ sowie der Aufbau eines Experimental-OPs zur Erforschung neuer Technologie und eines multimodalen Trainingszentrums für minimalinvasive Chirurgie. Das Bundesministerium für Wirtschaft und Energie förderte das SmartData-Projekt „InnOPlan – Innovative, datengetriebene Effizienz OP-übergreifender Prozesslandschaften“ (2015–2017) und das EXIST-Projekt „iSurgeon – Augmented Reality Surgical Assistance“ (2018–2020). Die Europäische Union hat das Projekt „Computational Biophotonics for Endoscopic Cancer Diagnosis and Therapy — COMBIOSCOPY“ mit einem ERC Starting Grant gefördert (2015–2020). Das baden- württembergische Ministerium für Wissenschaft, Forschung und Kunst unterstützte die „Zukunftswerkstatt Lehrforschung Minimal Invasive Chirurgie“ (2016–2018) und aktuell hat das vom Bundesministerium für Gesundheit geförderte Projekt zu maschinellem Lernen in der Chirurgie „SurgOmics“ begonnen (2020–2023). Mit den genannten Projekten hat Beat Müller Drittmittel in Höhe von nahezu 20 Mio. € eingeworben.
Der klinische Forschungsschwerpunkt liegt auf der minimalinvasiven metabolischen und onkologischen Chirurgie. Hier befasst er sich mit verschiedenen transnationalen Projekten und klinischen Studien, z. B. zur Erforschung der Mechanismen der metabolischen Chirurgie und Implementierung minimalinvasiver Techniken in die onkologische Chirurgie. In diesem Zusammenhang ist beispielsweise der Aufbau eines Labors zur Erforschung der metabolischen Chirurgie (Turhan-Labor) zu erwähnen.
Die von ihm initiierte DiaSurg2-Studie, ist die erste deutschlandweite multizentrische Studie, bei der die operative Therapie des Diabetes mellitus Typ 2 (Magenbypass) mit der medikamentösen Therapie im Langzeitverlauf verglichen wird. Weitere klinische Studien unter seiner Führung sind die BariSurg-Studie die den Magenbypass mit der Schlauchmagenresektion vergleicht und die MIVATE-Studie, die die total minimalinvasive onkologische Ösophagektomie mit der offenen Vorgehensweise vergleicht, sowie die vom Bundesministerium für Bildung und Forschung geförderte MEGA-Studie, die die minimalinvasive mit der offenchirurgischen Gastrektomie bei Magenkrebs vergleicht. Seit 2019 ist er chirurgischer Leiter des vom Deutschen Krebsforschungszentrum finanzierten Projekts „Data Science driven Surgical Oncology“.
Aus seiner wissenschaftlichen Tätigkeit gingen bisher mehr als 200 Publikationen in international anerkannten Zeitschriften hervor. Entsprechend seinen wissenschaftlichen Aktivitäten ist er seit 2017 Mitglied des Research Committee der European Association for Endoscopic Surgery and other Interventional Techniques (EAES) und war von 2017 bis 2019 stellvertretender Vorstandsvorsitzender der Chirurgischen Arbeitsgemeinschaft für Adipositas- und metabolische Chirurgie (CAADIP).